# Leierantilope

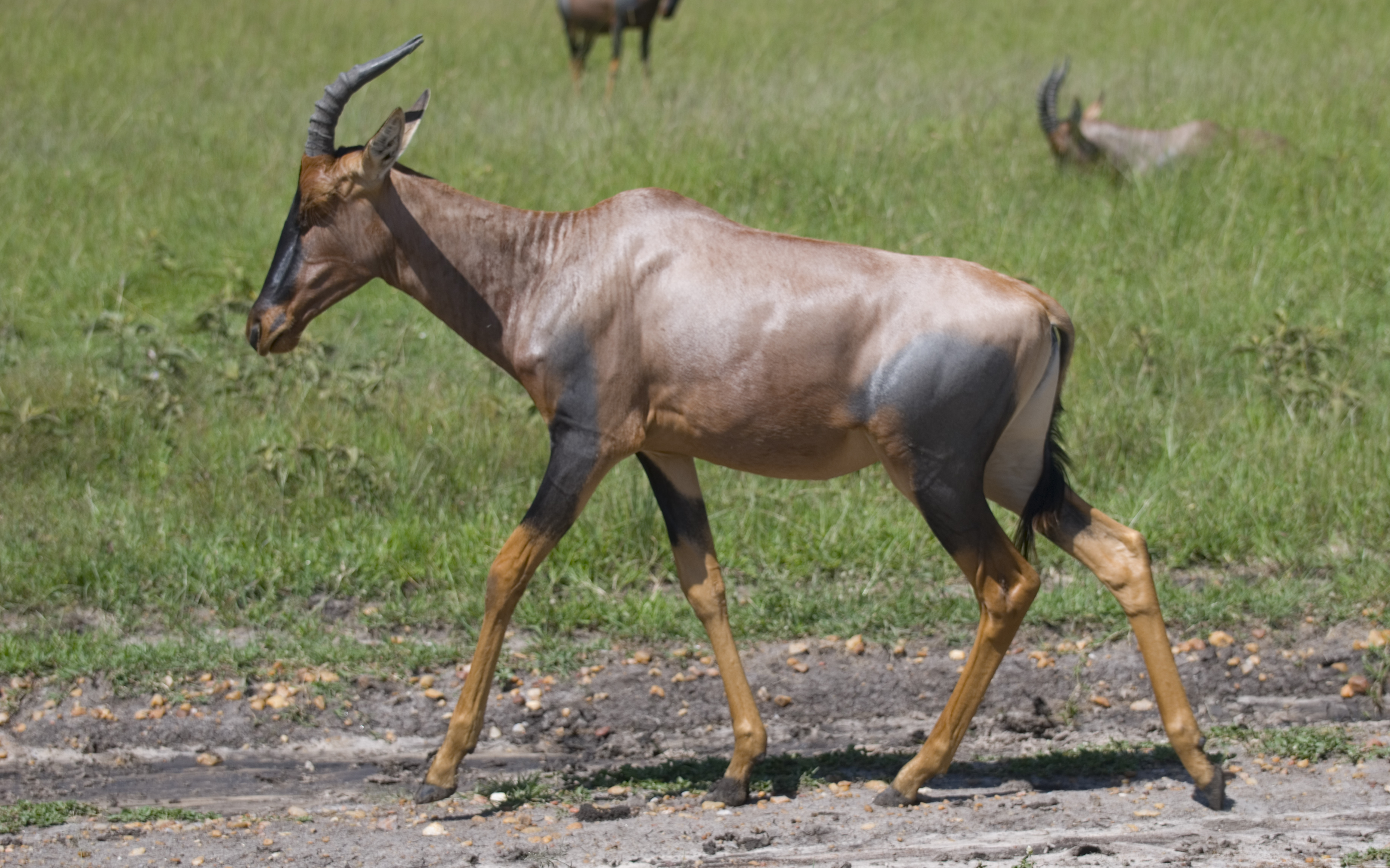
Serengeti-Topi (Damaliscus jimela)

Als Leierantilope oder Halbmondantilope (ursprünglich Damaliscus lunatus) wird ein Artkomplex verschiedener afrikanische Antilopen aus der Gruppe der Kuhantilopen bezeichnet. Die Arten bewohnen nahezu alle Savannengebiete Afrikas südlich der Sahara, sie sind aber heute vielerorts auf Schutzgebiete beschränkt. Einige Arten gelten als nicht bedroht, der Bestand des Korrigum (Damaliscus korrigum) ist gefährdet, der des Küsten-Topi (Damaliscus topi) wird als potenziell gefährdet eingestuft. 

## Merkmale
Das Haarkleid ist oben von dunklem Rotbraun mit purpurnem Glanz, die Beine sind dunkler, ebenso wie Schulter und der Kopf. Die Schulterhöhe beträgt etwa 120 cm, das Gewicht etwa 130 kg. Von beiden Geschlechtern wird ein geringeltes Gehörn getragen. Die beiden Hörner haben eine gemeinsame Basis und erwecken den Eindruck einer Leier oder eines auf dem "Rücken" liegenden Halbmondes; daher rührt der Name dieser Antilope.

## Lebensweise

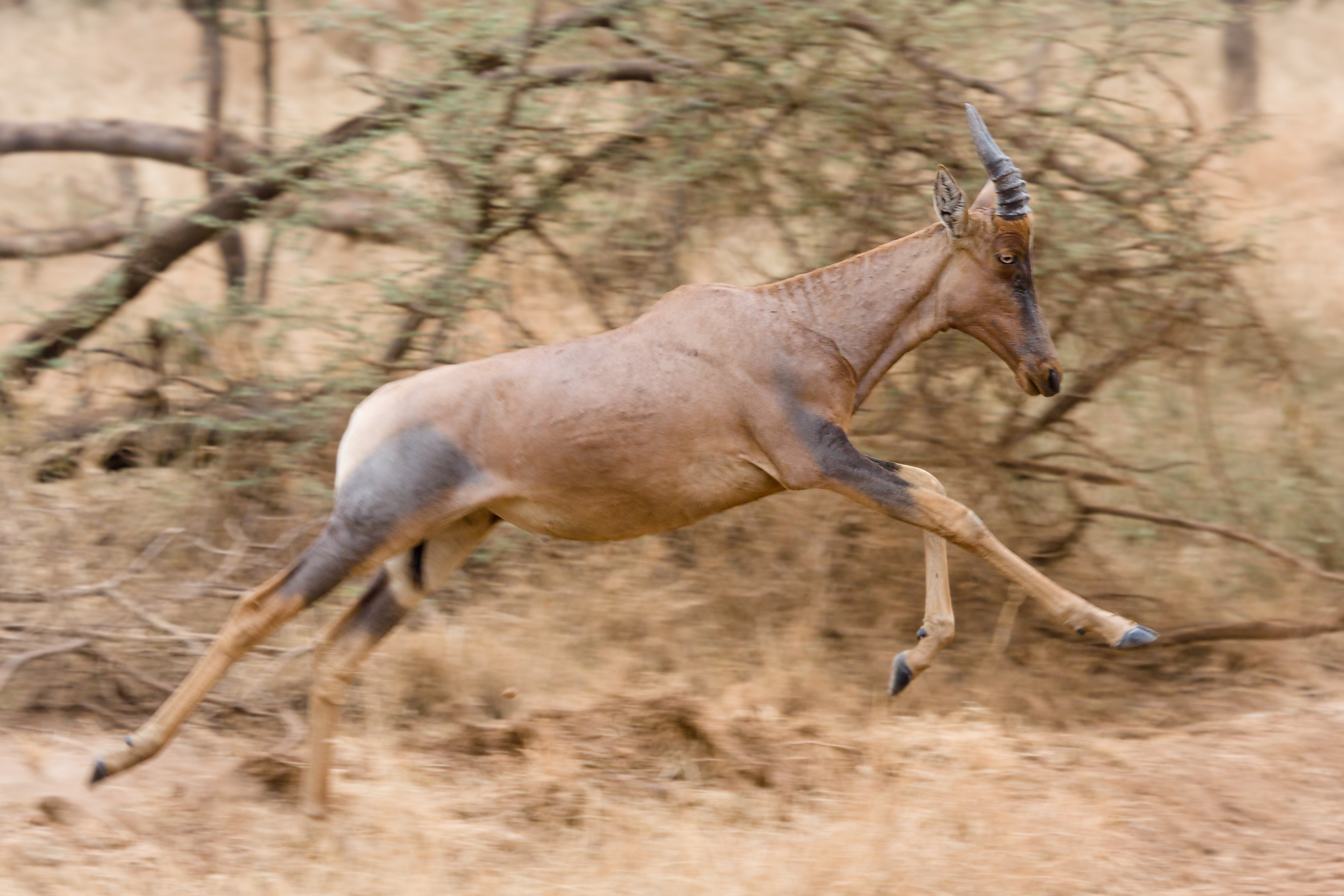
Serengeti-Topi im Lauf

Als Grasfresser bevorzugen Leierantilopen die offene Savanne, vor allem Schwemmebenen. Die Tiere können aber auf der Flucht Geschwindigkeiten von 70 km/h erreichen. Dabei machen sie charakteristische, heftig nickende Kopfbewegungen.
Leierantilopen leben in kleinen Herden, die aus einem dominanten Männchen und im Schnitt acht Weibchen sowie zugehörigen Jungtieren bestehen. Die jungen Männchen werden im Alter von etwa einem Jahr aus der Herde verstoßen, während junge Weibchen meistens bleiben. In den ersten Lebensjahren finden sich junge Männchen zu Junggesellenverbänden zusammen, die sich auflösen, sobald die Männchen vier Jahre alt sind und damit alt genug, um selbst eine Herde zu führen. Die dominanten Männchen verteidigen ihre Herde gegen Eindringlinge; meistens reichen Drohgebärden aus, um die Rivalität zweier Männchen zu entscheiden; in seltenen Fällen kommt es aber zu ernsthaften Kämpfen unter Einsatz der Hörner. Männchen, die dabei aus ihrer Herde vertrieben werden, beschließen ihr Leben als Einzelgänger.

## Verbreitungsgebiet

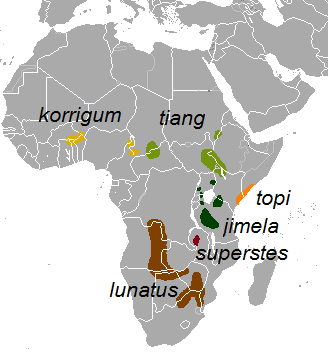
Heutiges Verbreitungsgebiet der verschiedenen Formen der Leierantilopen (lateinische Namen angegeben)

Leierantilopen waren einst weit in den Savannen, insbesondere in Schwemmebenen, Afrikas südlich der Sahara verbreitet und zählten zu den häufigsten Antilopenarten Afrikas. Heute sind sie vielerorts auf Restareale verschränkt und kommen meist nur noch in Nationalparks und Schutzgebieten vor. In einigen Ländern, wie Mali, Mauretanien, Mosambik, Senegal, Gamibia und Burundi sind die Bestände gänzlich ausgestorben.

## Systematik

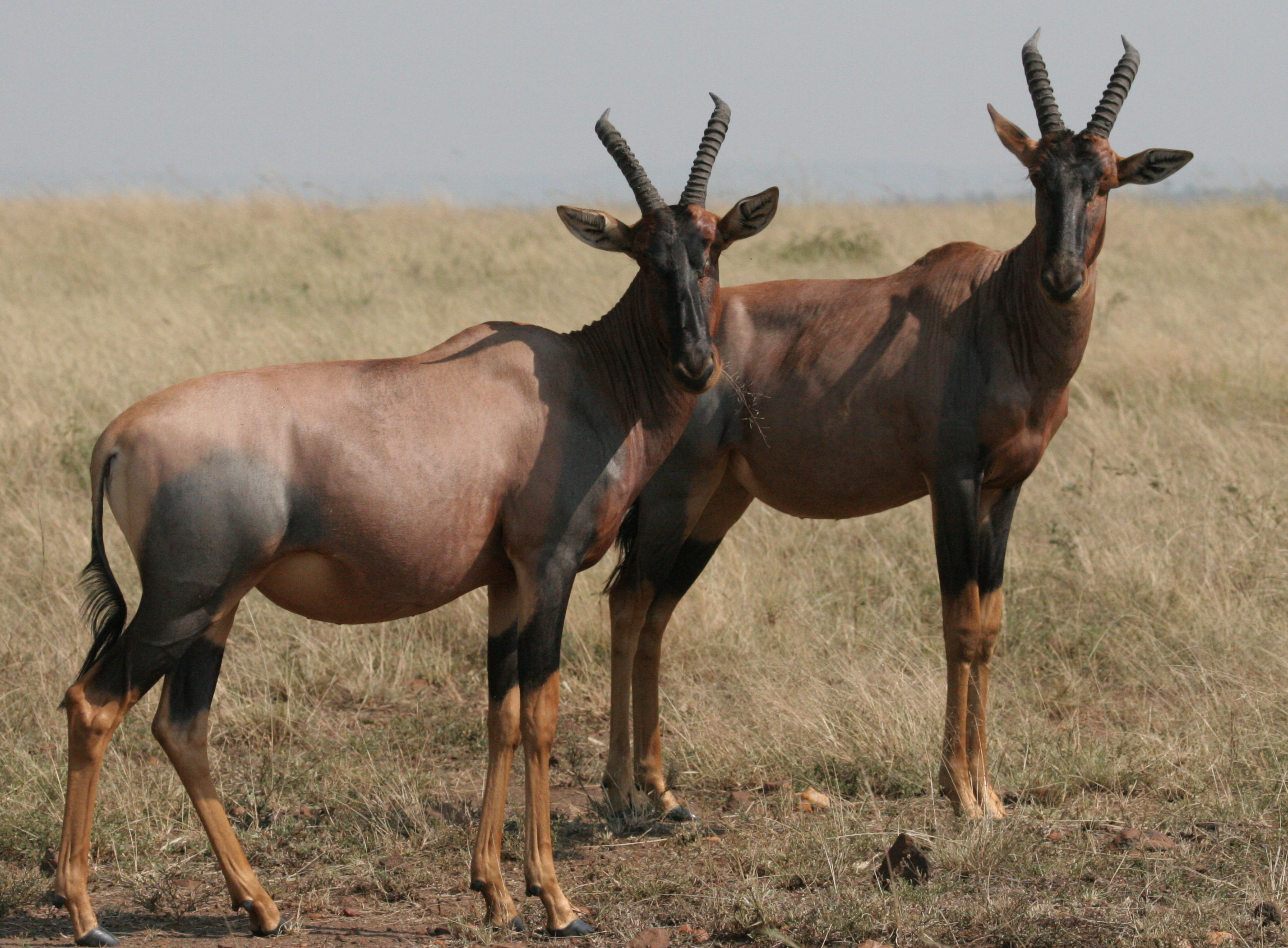
Serengeri-Topi in der Masai Mara

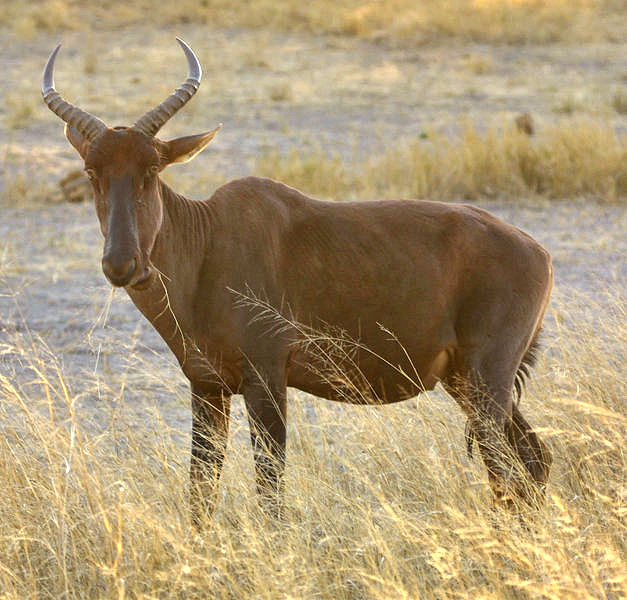
Sassaby (Damaliscus lunatus), die südliche Form der Leierantilopen

Ursprünglich galt die Leierantilope als eigenständige Art und wurde unter der wissenschaftlichen Bezeichnung Damaliscus lunatus geführt. Im Jahr 2003 wurde erstmals erkannt, dass es sich um verschiedene Arten handelt und mit dem Bangweulu-Sassaby (Damaliscus superstes) eine Art abgetrennt unter dem Hinweis, dass die übrigen Unterarten ebenfalls neu bewertet werden müssten. Im Zuge einer Revision der Hornträger im Jahr 2011 wurden diese ebenfalls auf den Artstatus verschoben. Folgende Arten werden heute unterschieden:
- Korrigum (Damaliscus korrigum (Ogilby, 1834)); westliches Afrika. Ursprünglich vom Süden Mauretaniens und dem Senegal bis in den westlichen Tschad. Heute in den meisten Gebieten ausgerottet. Nahezu alle Bestände leben mittlerweile in Schutzgebieten, vor allem im W-Arly-Pendjari-Nationalpark-Komplex in den Ländern Burkina Faso, Niger und Benin sowie im Waza-Nationalpark und dem Bénoué-Nationalpark in Nord-Kamerun. Der Gesamtbestand dieser Form beträgt etwa 1.850 bis 2.650 Tiere.[1] Die Art wird von der IUCN als gefährdet (Vulnerable) eingestuft.[5]
- Tiang (Damaliscus tiang (Heuglin, 1863)); ähnelt dem Korrigum. Kam einst im südlichen Tschad, im Norden der Zentralafrikanischen Republik, und über den südlichen Sudan bis Südwest-Äthiopien und ins nordwestlichste Kenia vor. Die Bestände sind noch relativ hoch und dürften 50.000 bis 150.000 Tiere umfassen. In einigen Gebieten, wie dem Boma-Nationalpark scheinen die Bestandszahlen allerdings rückläufig zu sein. Der Tiang kommt gebietsweise in Schutzgebieten vor. Die größte zentralafrikanische Population kommt im Zakouma-Nationalpark vor. Die Zahl im Dinder-Nationalpark, ist nicht genau bekannt, dürfte aber nur noch wenige Tiere umfassen.  Bestände existieren auch im Salamat-Schutzgebiet, Manovo-Gounda-St Floris-Nationalpark, im Omo-Nationalpark, im Mago-Nationalpark und im Sibiloi-Nationalpark in Kenia.[1]
- Serengeti-Topi (Damaliscus jimela (Matschie, 1892)); ostafrikanische Savannen im Gebiet der großen Seen. Ursprünglich in Südwest-Kenia, Nordwest- und West-Tansania, Ost- und Südwest-Uganda, Nordost-Ruanda und in den östlichen Schwemmebenen Burundis verbreitet. In Burundi ist die Leierantilope heute allerdings ausgestorben. Der weitaus größte Teil der Populationen lebt in Schutzgebieten, insbesondere im Virunga-Nationalpark (DRK), im Queen-Elizabeth-Nationalpark (Uganda), sowie im Serengeti-Mara-Schutzgebietskomplex (Kenia, Tansania). In einigen Gebieten waren die Bestände in der jüngeren Vergangenheit rückläufig. Insgesamt dürfte es noch etwa 100.000 Tiere dieser Art geben.[1]
- Küsten-Topi (Damaliscus topi Blaine, 1914); Küstengebiet Nordkenias und Somalias. Die Art gilt als potenziell gefährdet (Near Threatened).[6]
- Tsessebe, selten Sassaby (Damaliscus lunatus (Burchell, 1824)); südliches Afrika. Die Form kommt zum Teil in großen, sehr gut geschützten Nationalparks wie dem Moremi-Wildreservat, dem Chobe-Nationalpark und dem Kruger-Nationalpark vor. Dennoch sank die Zahl im Krügerpark im Jahr 1996 auf nur 220 Tiere. Insgesamt leben über 30.000 Exemplare dieser Art vor allem in Schutzgebieten und auf Privatland. Die Tendenz ist steigend.[1]
- Bangweulu-Sassaby (Damaliscus superstes Cotterill, 2003); bewohnt die Bangweuluebene im nördlichen Sambia. Im Jahr 2003 als eigene Art beschrieben. Ursprünglich kam die Form darüber hinaus auch in angrenzenden Teilen der Demokratischen Republik Kongo vor.[1]

Wilson & Reeder (2005) teilten hingegen die Leierantilopen in drei Arten auf. Erstens Damaliscus lunatus, womit nur mehr die südliche Form (Sassaby) bezeichnet wird, zweitens Damaliscus superstes in der Bangweulu-Ebene und drittens Damaliscus korrigum, welche die nördlichen Arten (Topi, Korrigum, Jimela – Tiang wird nicht anerkannt) umfasst.
Die Hunter-Antilope, früher gelegentlich ebenfalls als Unterart der Leierantilope gesehen, gilt heute als eigenständige Art (oder gar Gattung).